# فلوريان شتريتسل
فلوريان ستريزل (بالألمانية: Florian Stritzel)‏ (31 يناير 1994 بنويبراندنبورغ في ألمانيا - ) هو لاعب كرة قدم ألماني ونمساوي في مركز حراسة المرمى. لعب مع نادي كارلسروه.

## روابط خارجية
- فلوريان ستريزل على موقع قاعدة بيانات كرة القدم.إي يو (الإنجليزية)
- فلوريان ستريزل على موقع بيانات كرة القدم. دي إي (الألمانية)
- فلوريان ستريزل على موقع عالم كرة القدم.نت (الإنجليزية)
- فلوريان ستريزل على موقع AS.com (الإسبانية)